# Хоса, Изабель де
Дона Изабель де Хоса-и-Кардона (1490, Льейда — 5 марта 1564, Верчелли, Пьемонт) — каталонская писательница.
Урождённая Изабель д'Орри, она росла во влиятельной и богатой барселонской семье, вышла замуж за Гиллема Рамона де Хоса. Была гуманисткой, латинисткой, философом и специалисткой по богословию Дунса Скота. Наряду с другими женщинами из богатых и влиятельных барселонских семей она принадлежала к исключительно женской организации под названием las Iñigas, в состав которой входили почитатели Игнатия Лойолы, основателя ордена иезуитов. Помогала Игнатию во время учебы и несколько лет переписывалась с ним. Изабель овдовела в 1539 году, после чего отправилась в Рим.
Написала трактат под названием Tristis Isabella, который был утерян.
Её имя включено в композицию «Этаж наследия» Джуди Чикаго.